# العلاقات السعودية الميانمارية
العلاقات السعودية الميانمارية هي العلاقات الثنائية التي تجمع بين السعودية وميانمار.

## مقارنة بين البلدين
هذه مقارنة عامة ومرجعية للدولتين:
| وجه المقارنة                                              | السعودية        | ميانمار          |
| --------------------------------------------------------- | --------------- | ---------------- |
| المساحة (كم2)                                             | 2.25 مليون      | 676.58 ألف       |
| عدد السكان (نسمة)                                         | 33.00 مليون     | 53.37 مليون      |
| الكثافة السكانية (ن./كم²)                                 | 14.67           | 78.88            |
| العاصمة                                                   | الرياض، الدرعية | نايبيداو، يانغون |
| اللغة الرسمية                                             | اللغة العربية   | اللغة البورمية   |
| العملة                                                    | ريال سعودي      | كيات ميانماري    |
| الناتج المحلي الإجمالي (بليون دولار)                      | 683.83 مليار    | 69.32 مليار      |
| الناتج المحلي الإجمالي (تعادل القوة الشرائية) بليون دولار | 1.69 تريليون    | 282.95 مليار     |
| الناتج المحلي الإجمالي الاسمي للفرد دولار أمريكي          | 20.48 ألف       | 1.16 ألف         |
| الناتج المحلي الإجمالي للفرد دولار أمريكي                 | 52.01 ألف       |                  |
| مؤشر التنمية البشرية                                      | 0.837           | 0.536            |
| رمز المكالمات الدولي                                      | +966            | +95              |
| رمز الإنترنت                                              | .sa             | .mm              |
| المنطقة الزمنية                                           | ت ع م+03:00     | ت ع م+06:30      |

## منظمات دولية مشتركة
يشترك البلدان في عضوية مجموعة من المنظمات الدولية، منها:
| علم المنظمة | اسم المنظمة                        | تاريخ انضمام السعودية | تاريخ انضمام ميانمار |
| ----------- | ---------------------------------- | --------------------- | -------------------- |
|             | مؤسسة التنمية الدولية              | 30 ديسمبر 1960        | 5 نوفمبر 1962        |
|             | المنظمة الهيدروغرافية الدولية      | 8 أبريل 2002          | ?                    |
|             | مؤسسة التمويل الدولية              | 18 سبتمبر 1962        | 3 ديسمبر 1956        |
|             | منظمة حظر الأسلحة الكيميائية       | ?                     | ?                    |
|             | يونسكو                             | 4 نوفمبر 1946         | 27 يونيو 1949        |
|             | الأمم المتحدة                      | 24 أكتوبر 1945        | 19 أبريل 1948        |
|             | الاتحاد الدولي للاتصالات           | 7 فبراير 1949         | 15 سبتمبر 1937       |
|             | منظمة الشرطة الجنائية الدولية      | 13 يونيو 1956         | ?                    |
|             | البنك الدولي للإنشاء والتعمير      | 26 أغسطس 1957         | 3 يناير 1952         |
|             | الاتحاد البريدي العالمي            | ?                     | ?                    |
|             | وكالة ضمان الاستثمار متعدد الأطراف | 12 أبريل 1988         | 16 ديسمبر 2013       |
|             | منظمة التجارة العالمية             | 11 نوفمبر 2005        | ?                    |

## وصلات خارجية
- موقع وزارة الخارجية السعودية
- موقع وزارة الخارجية الميانمارية